# Humanitarismus
Mit dem Begriff „humanitär“ verbindet sich heute fast immer der Sinn von „wohltätigem, selbstlosem, großherzigem usw. Verhalten gegenüber Armen und Hilfsbedürftigen“ (→ humanitäre Hilfe). Im völkerrechtlichen Sprachgebrauch bezeichnet er den „Schutz des Menschen vor existentieller Bedrohung“ (→ humanitäre Intervention).
Mit dem Wort Humanitarismus wird eine „menschenfreundliche Gesinnung, Denkhaltung“ beschrieben. Im deutschen Sprachraum besitzt der Begriff jedoch eher eine negative Einfärbung.
Abgrenzung zum Humanismus: Humanitarismus bezeichnet das praktische Engagement für humanitäre Hilfe und Nothilfe, oft kurzfristig und auf akute Notlagen bezogen, während Humanismus eine philosophische und ethische Weltanschauung ist, die den Menschen, seine Würde, Vernunft und Bildung in den Mittelpunkt stellt.

## Humanitarismus in der Debatte
Jean Pictet gilt der Humanitarismus als „eine entwickelte, rationalisierte Form der Liebe und der Gerechtigkeit“. Konstantinos Delikostantis verwies darauf, dass der Humanitarismus im Sinne Pictets für das Verständnis von Humanität und Menschenrechten fatale Folgen haben könne. Für ihn liegt in Pictets Erhebung des Humanitarismus zur Grundlage einer internationalisierten Humanität schlechthin die Gefahr, dass das enthaltene sozialeudämonistische Bestreben alle anderen positiven Absichten des humanitären Denkens überschatte und verzerre. Auch Arnold Gehlen sah im Humanitarismus eine Gefahr, nämlich dann, wenn dieser eine ethische Alleinherrschaft beanspruche und andere Ethosformen verdränge. Der Vorwurf von Gehlen an den Humanitarismus bezieht sich im Wesentlichen auf die Verknüpfung von Humanitarismus mit Masseneudämonismus und hypertrophem Moralisieren (vgl. Moral und Hypermoral). Außerdem kritisierte Gehlen, im Gewand des Humanitarismus würden partikulare Interessen als weltweite Anliegen ausgegeben. Vilfredo Pareto deutete den Humanitarismus als ein Anzeichen des Niedergangs der jeweils herrschenden Elite, auch Raymond Aron meinte im Humanitarismus ein mögliches Anzeichen für den Niedergang der westlichen Gesellschaft zu erkennen. Einige linke Theoretiker (darin Gehlen verwandt) kritisieren am Humanitarismus wiederum gerade den Aspekt, dass er als Instrument des Imperialismus eingesetzt werde und die Hilfe nicht das Problem bei der Wurzel fasse.